# Happy Birthday (Flipsyde)
Happy Birthday è un singolo del gruppo musicale statunitense Flipsyde, pubblicato il 19 dicembre 2005 come secondo estratto dal primo album in studio We the People.

## Descrizione
Frutto di un campionato con il brano Gomenasai delle t.A.T.u., è stato pubblicato come secondo singolo dell'album nel dicembre 2005. La band ha eseguito il pezzo insieme alle t.A.T.u. in diverse occasioni. Anche se il singolo è nato dalla collaborazione dei due gruppi, le t.A.T.u. non appaiono nel video musicale, né risultano menzionate nei crediti.
La canzone è stata scritta per esprimere le scuse da parte di uomo per il suo coinvolgimento in una pratica di aborto.

## Tracce
CD singolo
1. Happy Birthday (feat. Piper) – 3:17
2. Peace – 3:00

CD maxi singolo
1. Happy Birthday (feat. Piper) – 3:17
2. Peace – 2:59
3. Shaka – 5:35
4. Happy Birthday (feat. Piper) (Multimedia Track)

## Classifiche

### Classifiche settimanali
| Classifica (2006) | Posizione massima |
| ----------------- | ----------------- |
| Austria           | 10                |
| Danimarca         | 11                |
| Germania          | 4                 |
| Repubblica Ceca   | 1                 |
| Romania           | 88                |
| Russia            | 12                |
| Slovacchia        | 59                |
| Svezia            | 3                 |
| Svizzera          | 11                |

### Classifiche di fine anno
| Classifica (2006) | Posizione |
| ----------------- | --------- |
| Austria           | 47        |
| Germania          | 28        |
| Russia            | 86        |
| Svezia            | 54        |
| Svizzera          | 76        |